# CHOT-DT
CHOT-DT est une station de télévision québécoise de langue française située à Gatineau, appartenant à RNC Media et affiliée au réseau TVA. La station qui dessert également les Franco-Ontariens dans la capitale voisine d'Ottawa, en Ontario. Elle est la station-sœur de CFGS-DT (Noovo).

## Historique
Entre le 1er septembre 1974 et le 29 mars 1977, la programmation de TVA était couverte par la station CFVO-TV au canal 30, propriété de La Coopérative de Télévision de l'Outaouais, qui a fait banqueroute. Ses studios ont été achetés le mois suivant par Radio-Québec alors que la station CBOFT affilié à Radio-Canada a pris la programmation de TVA en seconde affiliation jusqu'au lancement de CHOT-TV.
Le 15 septembre 1977, Radio-Nord Inc. (aujourd'hui RNC Media) a déposé une requête auprès du CRTC en vue de l'établissement d'une station de télévision en Outaouais, la même année Radio-Nord avait fait la demande de diffuser Télé-Métropole en Abitibi-Témiscamingue.
CHOT a été lancé le 30 octobre 1978 en tant qu'affilié au réseau TVA. La station produit un bulletin de nouvelles de 30 minutes tous les soirs de semaine à 18 h ainsi qu'un autre le midi à 12 h 13.

### Identité visuelle (logo)

Logo de TVA de septembre 1990 à novembre 2012.
Logo de TVA du 29 novembre 2012 au 11 novembre 2020[2].
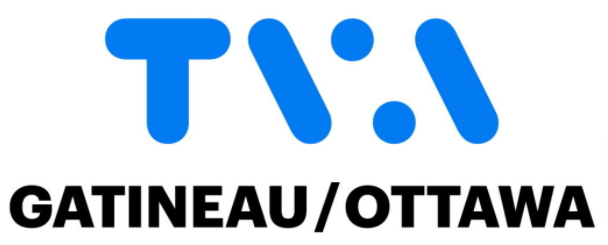
Logo de TVA depuis le 11 novembre 2020[2].

## Télévision numérique et haute définition
CHOT a éteint son antenne analogique le 1er septembre 2011 et a commencé à diffuser en mode numérique. Par contre, ses studios ne sont pas équipés pour diffuser en haute définition.
Dans le cadre d'un programme gouvernemental visant à ré-allouer les fréquences 600 MHz aux services cellulaires impliquant des changements de fréquences, l'émetteur de la station a changé du canal 40 au canal 32 en juillet 2020.

## Annexe